# Pierre Izard (photographe)
Pour les articles homonymes, voir Pierre Izard.
Pierre Izard, né à Lausanne le 27 avril 1906 et mort à Pully le 8 mars 1998, est un photographe et journaliste reporter vaudois.

## Biographie
Pierre Izard, d'une famille originaire de Mérial dans les Pyrénées, fait un apprentissage à la Banque Galland à Lausanne de 1921 à 1924. Naturalisé suisse en 1925, il suit alors un cours de la Société vaudoise de photographie donné par Gaston de Jongh. Photographe professionnel indépendant spécialisé dans le reportage dès 1929, d'abord autodidacte, il obtient un certificat professionnel en 1942.
Photojournaliste indépendant de 1931 à 1985, Pierre Izard réalise de nombreux reportages durant la Seconde Guerre mondiale puis travaille pour les principaux journaux illustrés suisses, tels Images du Monde, L'illustré ou la Zürcher Illustrierte.
La fondation Pierre-Izard à Lausanne est consacrée à son œuvre photographique.

## Publications
- avec Jean-Pierre Vorlet et Jean-Marie Vodoz, Souvenirs d'ici: chronique des années 1928 à 1985 en 500 photographies, Lausanne, Éditions 24 Heures, coll. « Arts et paysages suisses », 1986.

## Expositions
- 29 janvier - 17 juin 2007 : Objectif photoreportage : Pierre Izard, Erling Mandelmann, Claude Huber,  Musée historique, Lausanne[2],[3].